# Eberhard Kautzsch
Eberhard Kautzsch (* 2. November 1905 in Darmstadt; † 19. November 1986 in Berlin) war ein deutscher Geologe.

## Leben
Eberhard Kautzsch, ein Sohn des Kunsthistorikers Rudolf Kautzsch, studierte Geologie und wurde 1933 in München promoviert. Seit 1934 war Kautzsch Montangeologe bei der Deutschen Montan-Gesellschaft in Wiesbaden. 1937 wurde er Leiter der Studiengesellschaft Deutscher Kupferbergbau GmbH in Eisleben. Nach dem Zweiten Weltkrieg wurde er dort 1946 Leiter der geologischen Abteilung der Hauptverwaltung Erzbergbau.
1956 ging er an die Humboldt-Universität zu Berlin und wurde Professor für angewandte Geologie. 1957 wurde er zugleich Chefgeologe der Staatlichen Geologischen Kommission (später: Zentrales Geologisches Institut der DDR) in Berlin. 1962 erhielt er den Lehrstuhl für Geologie an der Humboldt-Universität und wurde  Direktor des Geologischen Instituts.
Auf Grundlage seiner stratigraphischen und lagerstättenkundlichen Untersuchungen gelang die Aufschließung erheblicher Kupfererzvorkommen im Mansfelder Land. Dafür erhielt er 1951 den Vaterländischen Verdienstorden in Bronze. 1952 erhielt er den Nationalpreis der DDR III. Klasse für Wissenschaft und Technik. 1957 wurde er zum ordentlichen Mitglied der Akademie der Wissenschaften der DDR gewählt.